# Anta da Arquinha da Moura

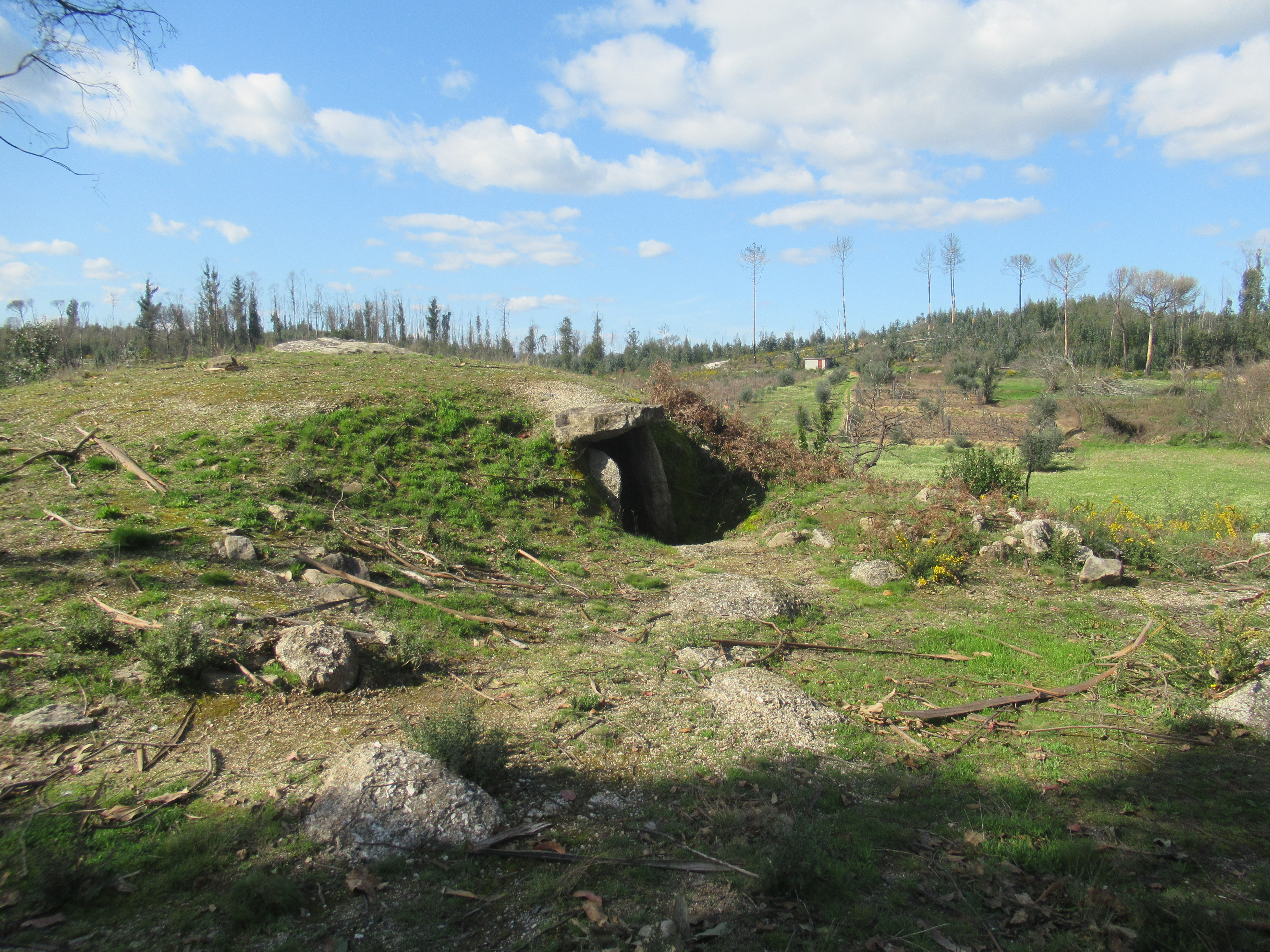
Anta da Arquinha da Moura

A Anta da Arquinha da Moura (ou Dólmen da Lajeosa) é um imóvel de interesse público megalítico, situado na Lajeosa do Dão, concelho de Tondela, em Viseu. Encontra-se localizada entre o Rio Asnes e o Rio Dão.

## Descrição
A Anta da Arquinha da Moura é um dólmen com mamoa (isto é, a cobertura de terra) intacta, datado entre 2900 a 2600 a.C. A câmara é de forma poligonal e composta por sete esteios, o corredor é composto por cinco esteios e a entrada por dois pilares e uma cobertura.
A anta encontra-se identificada com sinais nas estradas próximas e um painel explicativo de duas faces com imagens do seu espólio e das pinturas rupestres (a vermelho, laranja e uma a preto, representando figuras esquemáticas, de forma animal e humana, encontradas em quatro dos esteios da câmara). O interior não é acessível, dado a existência de uma porta de ferro fechada.
Inicialmente estudada por Ana Leite da Cunha (1991 e 1993) e foi também alvo de trabalhos de prospecção (1998 e 1999) e de conservação em 2005.

## Espólio
O seu espólio encontra-se no Museu Terra de Besteiros em Tondela. É constituído por pontas de seta, geométricos, facas, lâminas, lascas, foicinha, machados, enxós, contas de colar, fragmentos de cerâmica, bordos, fundos, bordos decorados e um bordo com mamilo alongado.